# Bronn (Pegnitz)
Bronn ist ein Gemeindeteil der Stadt Pegnitz im Landkreis Bayreuth (Oberfranken, Bayern). Die Gemarkung Bronn hat eine Fläche von 8,203 km². Sie ist in 1474 Flurstücke aufgeteilt, die eine durchschnittliche Flurstücksfläche von 5565,38 m² haben. In ihr liegt neben dem namensgebenden Ort der Gemeindeteil Lüglas.

## Geographie
Das Pfarrdorf Bronn grenzt an die Fränkische Schweiz und liegt am Rande des Veldensteiner Forsts. Es befindet sich dort der Königskopf, ein Dolomitfels, der als Geotop ausgezeichnet ist. Nordwestlich von Bronn führt das Klumpertal nach Schüttersmühle.

## Geschichte
1196 wurde ein „Geyselherus de Brůnen“ genannt. Dies ist zugleich die erste urkundliche Erwähnung des Ortes. 1572 wurde die im Ort bestehende Kirche zur Pfarrkirche erhoben.
Mit dem Gemeindeedikt (frühes 19. Jahrhundert) wurde die Ruralgemeinde Bronn gebildet, zu der Lüglas, Weidenhüll und Willenreuth gehörten. Die beiden letzteren kamen 1955 zur Gemeinde Elbersberg. Im Rahmen der Gebietsreform in Bayern wurde die Gemeinde am 1. Januar 1976 in die Stadt Pegnitz eingegliedert.

## Baudenkmäler

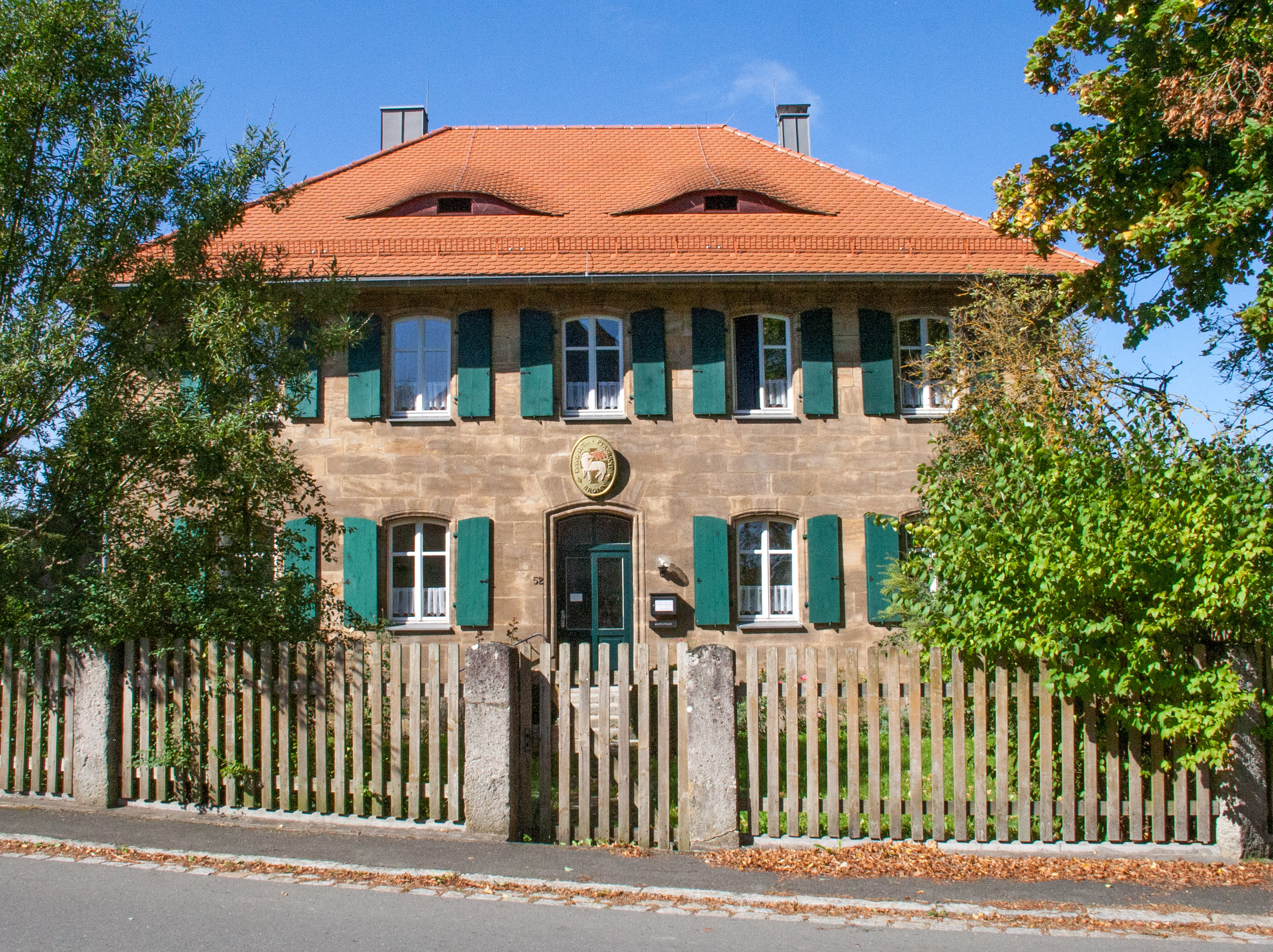
Das Pfarrhaus des Dorfes
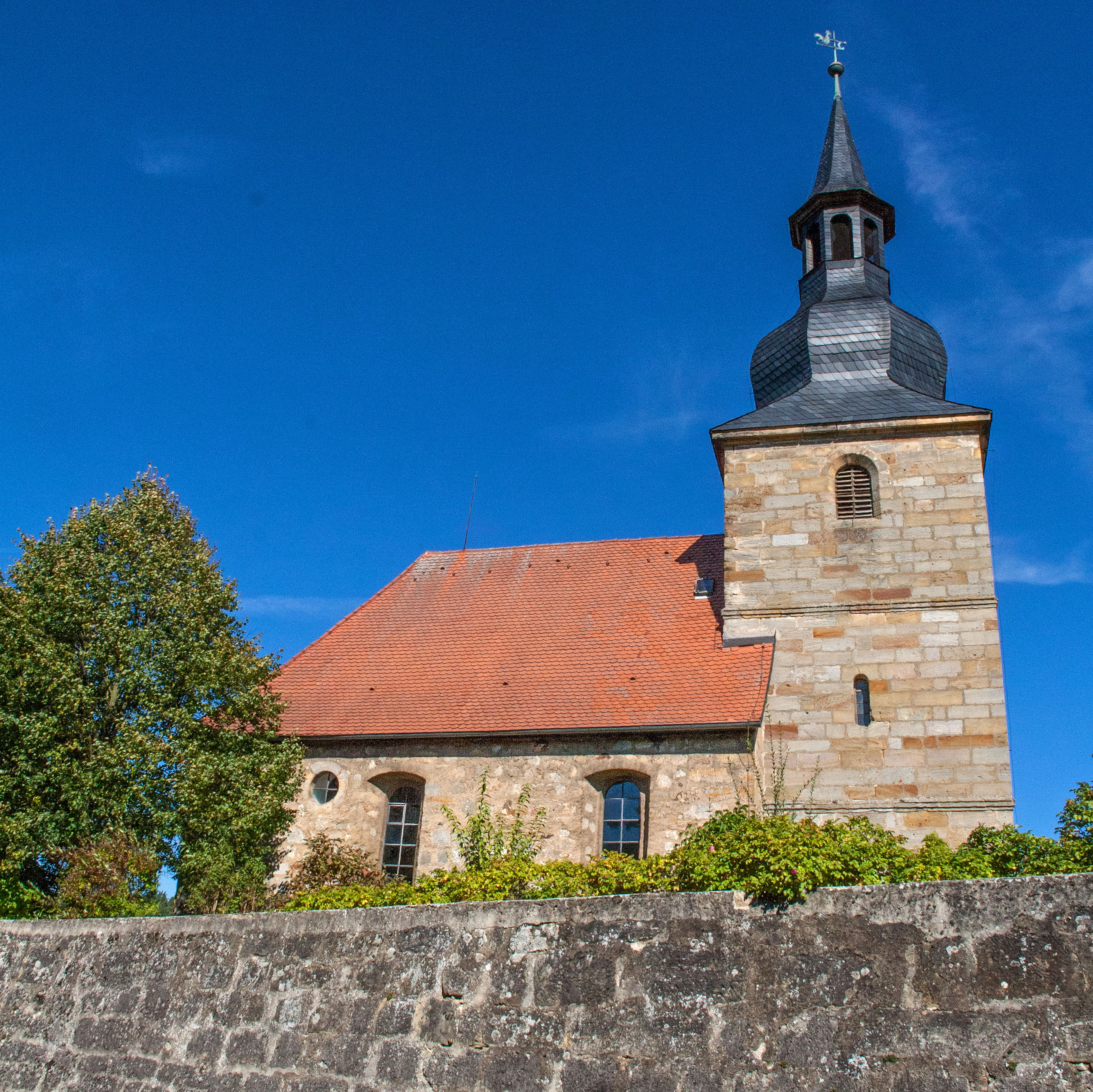
Die evangelisch-lutherische Pfarrkirche